# Esposados
Esposados és un curtmetratge dirigit en 1996 per Juan Carlos Fresnadillo, amb el qual va aconseguir 40 premis nacionals i internacionals i el qual va ser candidat a l'Oscar al millor curtmetratge de ficció. Ha guanyat premis als festivals de Màlaga, Gijón i Alfàs del Pi.

## Argument
Antonio desitja eliminar a la seva esposa Concha però no té el prou valor per a dur a terme el seu pla. El dia de Nadal Concha guanya la Grossa de la loteria Nadal. Aleshores Antonio creu que ha arribat el moment de dur a terme el seu pla. .

## Repartiment
- Pedro Mari Sánchez (Antonio)
- Anabel Alonso (Concha)
- Germán Cobos (Comissari)
- Ursula Siemens (Sra. Guerrero)
- Mónica Pérez (Noia somni)
- Juan Francisco Expósito (Tomás, el pintor)

## Premis
- Nominat a l'Oscar al millor curtmetratge.
- Nominat al Goya al millor curtmetratge de ficció[2]